# Fausto Leali
Fausto Leali (Nuvolento, 29 oktober 1944) is een Italiaanse zanger.
In 1989 won hij het San Remo Festival aan de zijde van Anna Oxa met Ti lascerò, datzelfde jaar ging hij ook met haar naar het Eurovisiesongfestival met Avrei voluto dat 9de eindigde. Daarvoor had hij al verschillende keren deelgenomen aan San Remo en daarna zou hij dat ook nog een aantal keer doen.

## Successen
- 1967 A chi (Hurt)
- 1967 Senza luce (A whiter shade of pale)
- 1967 Senza di te
- 1968 Deborah (San Remo)
- 1968 Angeli negri
- 1969 Un`ora fa (San Remo)
- 1969 Portami con te (Fly me to the moon)
- 1969 Tu non meritavi una canzone
- 1970 Hippy (San Remo)
- 1970 Ave Maria no morro
- 1971 Si chiama Maria
- 1971 Lei
- 1972 L' uomo e il cane (San Remo)
- 1972 Karany karanué
- 1973 La bandiera di sole (San Remo)
- 1973 Quando me ne andrò
- 1974 Solo lei
- 1975 Amore dolce, amore amaro, amore mio
- 1976 Io camminerò
- 1977 Vierno
- 1978 Tu non mia
- 1980 Musica ti amo
- 1981 Malafemena
- 1981 Canzone facile
- 1982 Gente commune
- 1983 Canzone amara
- 1986 Via di qua - met Mina
- 1987 Io amo (San Remo)
- 1988 Mi manchi (San Remo)
- 1989 Ti lascerò - met Anna Oxa (San Remo)
- 1989 Avrei voluto - met Anna Oxa
- 1992 Perché (San Remo)
- 1997 Non ami che te (San Remo)
- 2002 Ora che ho bisogno di te - met Luisa Corna (San Remo)
- 2003 Eri tu (San Remo)

1956: Franca Raimondi + Tonina Torrielli · 
1957: Nunzio Gallo · 
1958: Domenico Modugno · 
1959: Domenico Modugno · 
1960: Renato Rascel · 
1961: Betty Curtis · 
1962: Claudio Villa · 
1963: Emilio Pericoli · 
1964: Gigliola Cinquetti · 
1965: Bobby Solo · 
1966: Domenico Modugno · 
1967: Claudio Villa · 
1968: Sergio Endrigo · 
1969: Iva Zanicchi · 
1970: Gianni Morandi · 
1971: Massimo Ranieri · 
1972: Nicola di Bari · 
1973: Massimo Ranieri · 
1974: Gigliola Cinquetti · 
1975: Wess & Dori Ghezzi · 
1976: Al Bano & Romina Power · 
1977: Mia Martini · 
1978: Ricchi e Poveri · 
1979: Matia Bazar · 
1980: Alan Sorrenti · 
1983: Riccardo Fogli · 
1984: Alice & Battiato · 
1985: Al Bano & Romina Power · 
1987: Umberto Tozzi & Raf · 
1988: Luca Barbarossa · 
1989: Anna Oxa & Fausto Leali · 
1990: Toto Cutugno · 
1991: Peppino di Capri · 
1992: Mia Martini · 
1993: Enrico Ruggeri · 
1997: Jalisse · 
2011: Raphael Gualazzi · 
2012: Nina Zilli · 
2013: Marco Mengoni · 
2014: Emma Marrone · 
2015: Il Volo · 
2016: Francesca Michielin · 
2017: Francesco Gabbani · 
2018: Ermal Meta & Fabrizio Moro · 
2019: Mahmood · 
2021: Måneskin · 
2022: Mahmood & Blanco · 
2023: Marco Mengoni · 
2024: Angelina Mango · 
2025: Lucio Corsi
- Bibliothèque nationale de France: cb13938586m (data)
- Gemeinsame Normdatei: 134441117
- International Standard Name Identifier: 0000 0000 5515 3486
- Library of Congress Control Number: no98019733
- MusicBrainz: a7edf3fb-dec8-4e6a-819b-47fa4a06248e
- Istituto Centrale per il Catalogo Unico: UBOV514880
- Virtual International Authority File: 2660775